# El Hotel Rosa
The Pink Hotel es una novela escrita por Anna Stothard en 2011. La novela fue finalista del Premio Orange de ficción en 2012.

## Argumento
Una joven de diecisiete años se escapa de su casa en Londres para ir a Los Ángeles y asistir al funeral de su madre, Lily, que la abandonó cuando tenía apenas tres años. Tras robar una maleta llena de cartas, ropa y fotografías del dormitorio de su madre, situado en la última planta del Hotel Rosa en la palaya de Venice, la joven se pasa el verano recorriendo Los Ángeles, una ciudad muy alejada de los tópicos de palmeras, playa y glamour, para localizar  a través de esas fotografías y cartas de amor a los hombres que conocieron a Lily. A medida que descubre cosas sobre el pasado de esta e intenta reconstruir su vida, va cuestionándose su propia identidad.

## El Hotel Rosa
El Hotel Rosa de la novela de Anna Stothard no es un edificio inventado por la escritora, ya que en realidad es el Cadillac Hotel de Venice Beach, y al igual que en la novela sus paredes son rosas.

## Publicación
The Pink Hotel es la segunda novela escrita por Anna Stothar. Fue publicada por la editorial Picador en USA en abril de 2011 y por la editorial Alevosía en España en septiembre de 2013 bajo el título de El Hotel Rosa.

## Adaptación cinematográfica
La novela será adaptada a la gran pantalla por Anna Paquin a través de CASM Films, la productora que posee con su marido Stephen Moyer. Además de producirla Anna la dirigirá y escribirá el guion.